# Marcel Barth
Marcel Barth est un coureur cycliste allemand né le 22 mai 1986 à Gera, en Thuringe. Spécialiste de la course aux points et de l'américaine sur la piste, il a été champion du monde junior de la course aux points, et a remporté deux manches de Coupe du monde à l'américaine, contribuant fortement à la victoire finale de l'Allemagne dans cette spécialité en 2009 et 2010. Il court également sur route, où il compte une victoire à son palmarès.

## Biographie
Marcel Bath se fait connaitre en 2003, lorsqu'il devient champion d'Allemagne juniors sur route, alors qu'il est dans sa première année chez les juniors. La même année, à Moscou, il devient vice-champion du monde juniors de l'américaine. Il rejoint alors le HFB Team Gera, et se tourne pourtant principalement vers la piste, où il obtient l'année suivante le titre de Champion du monde juniors de la course aux points. Après une saison au TEAG Team Köstritzer, il passe professionnel dans l'équipe Thüringer Energie, où il mène de front sa carrière sur piste en sur route. 
Sur la route, il se spécialise dans le sprint, obtenant des places d'honneur sur diverses étapes au cours de ses deux premières saisons, avant de remporter sa première victoire en juin 2008, lors de la 2e étape du Tour de Mainfranken, qu'il termine à la troisième place derrière Mikhaylo Kononenko et Philipp Ries. 
Sur piste, il se consacre à l'américaine et à la course aux points. En 2008-2009, à Copenhague, il remporte une manche de la Coupe du monde à l'américaine avec Robert Bartko, et obtient un podium à la course aux points. Il termine 10e de la Coupe du monde de la course aux points, et permet à l'Allemagne de remporter la Coupe du monde de l'américaine. La saison suivante, il réédite les mêmes performances. L'Allemagne gagne à nouveau la Coupe du monde de l'américaine, et termine 12e en course aux points. Barth participe également à des courses de six jours, terminant notamment 5e des Six jours de Berlin et 6e des Six jours de Brême en 2010 avec Erik Mohs, son coéquipier de l'américaine.

## Palmarès sur route

### Par années
- 2003
  -  Champion d'Allemagne sur route juniors
- 2004
  - 3e étape du Sint-Martinusprijs Kontich
- 2008
  - 2e étape du Tour de Mainfranken
  - 3e du Tour de Mainfranken

### Classements mondiaux
| Année           | 2005 | 2006 | 2007 | 2008 | 2009 | 2010 | 2011 |
| --------------- | ---- | ---- | ---- | ---- | ---- | ---- | ---- |
| UCI Europe Tour | 930e |      | 890e | 556e |      | 964e | 970e |

## Palmarès sur piste

### Coupe du monde
- 2008-2009
  - 1er de l'américaine à Copenhague (avec Robert Bartko)
  - 2e de la course aux points à Copenhague
- 2009-2010
  - 1er de l'américaine à Cali (avec Erik Mohs)
  - 3e de la course aux points à Cali

### Championnats du monde juniors
- 2003
  -  2e du Championnat du monde de l'américaine
- 2004
  -  Champion du monde juniors de la course aux points